# أرسين بيغلاريان
أرسين بيغلاريان (18 فبراير 1993 بكراسنودار في روسيا - ) هو لاعب كرة قدم أرمني وروسي في مركز حراسة المرمى. شارك مع منتخب أرمينيا تحت 21 سنة لكرة القدم. أما مع النوادي، فقد لعب مع نادي أوليسيس ونادي شيراك ونادي كراسنودار ونادي كوبان كراسنودار ونادي ميكا ونادي جاندجاسر كابان.

## وصلات خارجية
- أرسين بيغلاريان على موقع الاتحاد الدولي (مؤرشف)  (الإنجليزية)
- أرسين بيغلاريان على موقع الاتحاد الأوربي (الإنجليزية)
- أرسين بيغلاريان على موقع قاعدة بيانات كرة القدم.إي يو (الإنجليزية)
- أرسين بيغلاريان على موقع ناشيونال فوتبول تيمز (الإنجليزية)
- أرسين بيغلاريان على موقع Soccerway.com (الإنجليزية)